# Голубево (Кемеровская область)
Голубево — посёлок в Промышленновском районе Кемеровской области. Входит в состав Тарасовского сельского поселения. Имеет 3 улицы: Центральная, Молодежная и Набережная. Является одним из поселков Кузбасса с самым малым населением.

## География
Центральная часть населённого пункта расположена на высоте 171 метров над уровнем моря.

## История
В 1975 г. Указом Президиума ВС РСФСР поселок центральной усадьбы совхоза «Тарасовский» переименован в Голубево.

## Население
| 2010 |
| ---- |
| 432  |